# Dying to Live (film)
Dying to Live este un film fantastic dramatic de mister de televiziune din 1999 regizat de Rob Hedden. Rolurile principale au fost interpretate de actorii Shannon Elizabeth și Jonathan Frakes. Conform revistei TV Spielfilm, scenariul este bazat pe filmul Fantoma mea iubită.

## Prezentare
Elevii Matthew Jannett și Rachel Linden au o relație romantică. Vanessa Canningham este geloasă pe Linden și îi pune pe ascuns droguri în băutura lui Jannett. Un accident are loc iar Linden moare.
Jannett este deprimată. Fantoma lui Linden intră în posesia corpului lui Leslie Chambers. El comunică cu Jannett. Canningham încearcă să-l omoare pe Chambers și este arestată. Chambers moare în spital din cauza unei afecțiuni cardiace, după care mintea lui Linden îi preia corpul.

## Distribuție
- Gabriel Mann: Matthew Jannett
- Hayley DuMond: Rachel Linden
- Jonathan Frakes: Will
- Linda Cardellini: Leslie Chambers
- Shannon Elizabeth: Vanessa Canningham
- Brian Poth: Evan Bainbridge
- Denis Arndt: Nick Jannett
- Caroline Aaron: Detective
- Pat Skipper: Coach Dugger